# Euclosia
Euclosia is een geslacht van kreeftachtigen uit de klasse van de Malacostraca (hogere kreeftachtigen).

## Soorten
Alle soorten uit dit geslacht zijn verplaatst naar het geslacht Euclosiana Galil & Ng, 2010